# Parksepa
Parksepa (võro: Parksepä) är en småköping (estniska: alevik) i Estland.   Den ligger i Võru kommun i landskapet Võrumaa, i den sydöstra delen av landet, 210 km sydost om huvudstaden Tallinn. Parksepa ligger 83 meter över havet och antalet invånare är 737.

## Geografi
Terrängen runt Parksepa är platt. Runt Parksepa är det glesbefolkat, med 18 invånare per kvadratkilometer. Närmaste större samhälle är Võru, 8,7 km söder om Parksepa. Omgivningarna runt Parksepa är en mosaik av jordbruksmark och naturlig växtlighet.

### Klimat
Trakten ingår i den hemiboreala klimatzonen. Årsmedeltemperaturen i trakten är 2 °C. Den varmaste månaden är juli, då medeltemperaturen är 18 °C, och den kallaste är februari, med −11 °C.